# Eugène Brands
Eugenius Antonius Maria (Eugène) Brands (Amsterdam, 15 januari 1913 - aldaar, 15 januari 2002) was een Nederlands kunstschilder. Hij was korte tijd lid van de kunstenaarsgroep Cobra.

## Leven en werk
Eugène Brands nam in 1946 deel aan de groepstentoonstelling Jonge schilders in het Stedelijk Museum te Amsterdam, waar een hele zaal met zijn werk was gevuld. Daar hield hij goede contacten aan over met directeur Sandberg, die hem een (solo)expositie had toegezegd.
Toen hij in 1948 was toegetreden tot de Experimentele Groep in Holland, nam hij de taak op zich om de contacten met het Stedelijk Museum te behartigen. Dit leidde tot de Internationale tentoonstelling van experimentele kunst van november 1949. Intussen was ook de Cobra-beweging opgericht door Constant Nieuwenhuijs, Corneille, Karel Appel, Christian Dotremont en Asger Jorn. Zodoende was deze grote groepsexpositie de eerste openbare manifestatie van Cobra. Er hing een aantal grote werken van Eugène Brands die speciaal voor de expositie waren vervaardigd.
Door meningsverschillen en onderlinge ruzies naar aanleiding van deze expositie heeft hij de Cobra-beweging verlaten en er afstand van genomen. Ook in artistiek opzicht ging hij zijn eigen weg. In de jaren 50 maakte hij werk, dat op kindertekeningen, mede op die van zijn dochter Eugénie, geïnspireerd was. Pas in de jaren 60 kwam hij weer uit op het kleurenpalet van Cobra.
Behalve schilderijen maakte Brands ook assemblages, waarbij hij dezelfde abstractie en hetzelfde kleurenpalet als in zijn schilderijen toepaste. In 2012 verschenen twee bundels met experimentele gedichten en verhalen uit zijn nagelaten werk.
De door Sandberg georganiseerde groepstentoonstelling in 1962 betekende uiteindelijk de doorbraak van Eugène Brands. Hij hoefde niet langer van de contraprestatie te leven.
Vanaf 1967 gaf hij les aan de Koninklijke Academie voor Kunst en Vormgeving in 's-Hertogenbosch. Hij werkte vanaf 1973 in de zomers in Nunspeet, later had hij ook een atelier in de Provence.

## Musea
Overzichtstentoonstellingen waren te zien in:
- 1969 Schilderijen, assemblages en gouaches, Stedelijk Museum, Amsterdam
- 1988 en 2002 Stedelijk Museum Schiedam
- 1990 Collectie G. Hofland, Museum De Beyerd, Breda
- 1993 Eugène Brands 80 jaar, Voormalig museum Æmstelle te Amstelveen (voorloper van Cobra Museum)
- 2013 Eugène Brands - Imaginair, Chabot Museum, Rotterdam

## Enkele werken
- Victory Borfimah, 1948, Stedelijk Museum Schiedam
- Moon of Fate, 1951